# Perrunilla
Las perrunillas son un tipo de dulce de repostería tradicional, típico de varias localidades españolas (principalmente en la provincia de Salamanca y Extremadura). Se caracteriza por ser una pasta de textura seca y áspera. Cuando se ingiere se suele deshacer en la boca. Dependiendo de la zona se suelen elaborar con diversos ingredientes y disposiciones, por regla general son redondas. En algunas ocasiones se consideran "dulces conventuales" elaborados por monjas. El término perronillas se utiliza en algunas zonas aunque no está aceptado por la RAE

## Características
Sus ingredientes principales son la manteca de cerdo, huevo, harina, azúcar, a veces aceite, canela, limón, almendras y aguardiente. Estos ingredientes suelen mezclarse elaborando una masa (similar a la del pan) de la que se toman porciones y se elaboran las perrunillas. Tras esta operación se hornean a unos 200 °C durante una media hora. Las perrunillas poseen un color marrón debido a este proceso de horneado. En Extremadura, España se suelen elaborar con formas ovaladas. Cada pasta suele pesar unos cincuenta gramos de peso de media. Antiguamente solían acompañar al chocolate. 
En muchos lugares se confunden con los almendrados, ya que las diferencias entre ambos suelen ser locales, principalmente por la variación en algún ingrediente pero no en la forma ni el tamaño.